# Диброва (Талалаевский район)
Диброва (укр. Діброва) — село в Талалаевском районе Черниговской области Украины. Население — 52 человека. Занимает площадь 0,336 км².
Код КОАТУУ: 7425385003. Почтовый индекс: 17263. Телефонный код: +380 4634.

## Власть
Орган местного самоуправления — Чернецкий сельский совет. Почтовый адрес: 17263, Черниговская обл., Талалаевский р-н, с. Чернецкое, ул. Дружбы, 35.